# Massufas
Massufas (masufas) foram uma tribo berbere pertencente ao grande grupo étnico dos sanhajas do deserto.

## História

Império do Mali

Eles eram uma tribo dos sanhajas que habitava o Adrar mauritano próximo aos lantunas e os judalas, duas tribos com as quais eram aparentados. Como os demais sanhajas, eram essencialmente nômades. Taresna (ou Nareste) Alantuni (r. 1034–1038) parece ter sido chefe de uma confederação das tribos sanhajas cujos membros incluíam os lantunas, os judalas e talvez os massufas. Nesse período, os lantunas e massufas comumente fizeram parte do movimento almorávida iniciado por Abedalá ibne Iacine. Em 1143, a sucessão do emir Taxufine ibne Ali ibne Iúçufe (r. 1143–1145) provocou dissensões entre os chefes lantunas e massufas. Depois, como os lantunas e outras tribos berberes, do sudoeste do Saara, os massufas estiveram compelidos a reconhecer o poder dos reis sudaneses do Mali. Zacarias de Gasvim, que menciona a cidade de Tagaza, no Sudão Ocidental em 1275, alude que suas rampas, muralhas e telhados dos edifícios foram feitos de sal extraído por escravos dos massufas. Em 1352, quando foi visitava pelo viajante ibne Batuta, só era habitada pelos escravos dos massufas, que cavavam em busca do sal e viviam dos bens importados de Sijilmassa e do vale do Drá, da carne de camelo e milhete importado do Sudão. O mesmo viajante relatou que os massufas viviam em Ualata, que ligava-se a Sijilmassa via Tagaza.